# گو هاتانو
گو هاتانو (انگلیسی: Go Hatano؛ زادهٔ ۲۵ مهٔ ۱۹۹۸) بازیکن فوتبال اهل ژاپن است.
از باشگاه‌هایی که در آن بازی کرده‌است می‌توان به باشگاه فوتبال توکیو اشاره کرد.